# Corea del Sud ai Giochi della XXXIII Olimpiade
La Corea del Sud ha partecipato ai Giochi della XXXIII Olimpiade che si sono svolti a Parigi dal 26 luglio all'11 agosto 2024, con una delegazione di 146 atleti, 66 uomini e 80 donne in 23 sports e in 24 discipline.
I portabandiera alla cerimonia di apertura sono stati Woo Sang-hyeok e Kim Seo-yeong.

## Medagliere

### Medaglie
| Medaglia | Nome | Sport              | Evento                                     |
| -------- | --- | ------------------ | ------------------------------------------ |
| Oro      | Oh Sang-uk | Scherma            | Sciabola individuale maschile              |
| Oro      | Oh Ye-jin | Tiro               | Pistola 10 metri aria compressa femminile  |
| Oro      | Jeon Hun-young Lim Si-hyeon Nam Su-hyeon                                                                                            | Tiro con l'arco    | Squadre femminile                          |
| Oro      | Ban Hyo-jin | Tiro               | Carabina 10 metri aria compressa femminile |
| Oro      | Kim Je-deok Kim Woo-jin Lee Woo-seok                                                                                                | Tiro con l'arco    | Squadre maschile                           |
| Oro      | Oh Sang-uk Gu Bon-gil Park Sang-won Do Gyeong-dong                                                                                  | Scherma            | Sciabola a squadre maschile                |
| Oro      | Kim Woo-jin Lim Si-hyeon | Tiro con l'arco    | Squadre miste                              |
| Oro      | Yang Ji-in | Tiro               | Pistola 25 metri femminile                 |
| Oro      | Lim Si-hyeon | Tiro con l'arco    | Individuale femminile                      |
| Oro      | Kim Woo-jin | Tiro con l'arco    | Individuale maschile                       |
| Oro      | An Se-young | Badminton          | Singolo femminile                          |
| Oro      | Park Tae-joon | Taekwondo          | 58 kg maschile                             |
| Oro      | Kim Yu-jin | Taekwondo          | 57 kg femminile                            |
| Argento  | Keum Ji-hyeon Park Ha-jun | Tiro               | Carabina 10 metri aria compressa a squadre |
| Argento  | Kim Ye-ji | Tiro               | Pistola 10 metri aria compressa femminile  |
| Argento  | Huh Mi-mi | Judo               | 57 kg femminile                            |
| Argento  | Kim Won-ho Jeong Na-eun | Badminton          | Doppio misto                               |
| Argento  | Kim Min-jong | Judo               | +100 kg maschile                           |
| Argento  | Nam Su-hyeon | Tiro con l'arco    | Individuale femminile                      |
| Argento  | Yoon Ji-su Jeon Eun-hye Jeon Ha-young Choi Se-bin                                                                                   | Scherma            | Sciabola a squadre femminile               |
| Argento  | Cho Yeong-jae | Tiro               | Pistola 25 metri automatica maschile       |
| Argento  | Park Hye-jeong | Sollevamento pesi  | +81 kg femminile                           |
| Bronzo   | Kim Woo-min | Nuoto              | 400 metri stile libero maschili            |
| Bronzo   | Lim Jong-hoon Shin Yu-bin | Tennistavolo       | Doppio misto                               |
| Bronzo   | Lee Joon-hwan | Judo               | 81 kg maschile                             |
| Bronzo   | Kim Ha-yun | Judo               | +78 kg femminile                           |
| Bronzo   | Huh Mi-mi Jung Ye-rin Lee Hye-Kyeong Kim Ji-su Kim Ha-yun Yoon Hyun-ji Ana Ularu Kim Won-jin Han Ju-yeop Lee Joon-hwan Kim Min-jong | Judo               | Squadre miste                              |
| Bronzo   | Lee Woo-seok | Tiro con l'arco    | Individuale maschile                       |
| Bronzo   | Im Ae-ji | Pugilato           | Pesi gallo femminile                       |
| Bronzo   | Shin Yu-bin Jeon Ji-hee Lee Eun-hye                                                                                                 | Tennistavolo       | Squadre femminile                          |
| Bronzo   | Lee Da-bin | Taekwondo          | +67 kg femminile                           |
| Bronzo   | Seong Seung-min | Pentathlon moderno | Gara femminile                             |

## Delegazione
| Sport                | Uomini | Donne | Totale |
| -------------------- | ------ | ----- | ------ |
| Arrampicata sportiva | 2      | 1     | 3      |
| Atletica leggera     | 3      | 0     | 3      |
| Badminton            | 4      | 8     | 12     |
| Break dance          | 1      | 0     | 1      |
| Ciclismo             | 1      | 1     | 2      |
| Equitazione          | 1      | 0     | 1      |
| Ginnastica           | 3      | 5     | 8      |
| Golf                 | 2      | 3     | 5      |
| Judo                 | 5      | 6     | 11     |
| Lotta                | 2      | 0     | 2      |
| Nuoto                | 13     | 3     | 16     |
| Nuoto artistico      | 0      | 2     | 2      |
| Pallamano            | 0      | 17    | 17     |
| Pentathlon moderno   | 2      | 2     | 4      |
| Pugilato             | 0      | 2     | 2      |
| Scherma              | 6      | 8     | 14     |
| Sollevamento pesi    | 3      | 2     | 5      |
| Taekwondo            | 2      | 2     | 4      |
| Tennistavolo         | 3      | 3     | 6      |
| Tiro                 | 6      | 10    | 16     |
| Tiro con l'arco      | 3      | 3     | 6      |
| Tuffi                | 4      | 2     | 1      |
| Vela                 | 1      | 0     | 1      |
| Totale               | 66     | 80    | 146    |